# World Trade Centre Mumbai
Le World Trade Centre est un ensemble de deux gratte-ciel construits à Bombay en 1970 et qui abritent des bureaux.
Il se compose de la MVRDC haute de 156 mètres pour 35 étages et de la IDBI Towers, haute de 106 mètres pour 26 étages.
L'architecte est Pheroze Kudianavala
Le promoteur est la société Shapoorji Pallonji & Co. Ltd. 
Ce sont les plus anciens gratte-ciel de l'Inde et la tour MVRDC le plus haut gratte-ciel de l'Inde jusqu'en 2008 et l'achèvement de la Tabrez Tower.